# Carlos Andradas
Carlos Andradas Heranz (Reus, Tarragona, 1956) es un matemático español. Actualmente es el rector de la Universidad Internacional Menéndez Pelayo (UIMP). En 2022 recibió la Medalla de la Real Sociedad Matemática Española.

## Biografía
Doctorado en 1982 bajo la supervisión de Tomás Recio con una tesis titulada Valoraciones reales en cuerpos reales de funciones.
Ha formado parte desde 1983 en proyectos de investigación dentro del grupo reconocido por la UCM dedicado a la geometría algebraica y analítica real. Coordinador nacional de dos proyectos europeos, ha sido también miembro de varias Acciones Integradas Hispano-Alemanas e Hispano-Italianas, en alguna de ellas como investigador principal.
Ha sido profesor visitante en las Universidades de Berkeley, Stanford y Harvard y ha realizado estancias de investigación en las Universidades de Rennes, Pisa, Dortmund y Münster y en el Mathematical Science Research Institute (MSRI) de Berkeley.
Es catedrático de Álgebra desde 1997.

## Cargos académicos y científicos
Su experiencia en el campo de la gestión universitaria es muy extensa; 
fue rector de la Universidad Complutense de Madrid  de 2015 hasta 2019. En esa misma universidad  ha sido vicerrector de Investigación y vicerrector de Política Académica y Profesorado, así como decano de la Facultad de Matemáticas, donde fue también vicedecano de Investigación y director de Departamento. Fue coordinador general de la propuesta Campus de Moncloa: la Energía de la Diversidad, por la que la UCM fue reconocida como Campus de Excelencia Internacional en la primera convocatoria de 2009.
En octubre de 2021 fue nombrado rector de la Universidad Internacional Menéndez Pelayo (UIMP).
Ha sido presidente de la Real Sociedad Matemática Española (2000-2006) En 2006 fue parte del comité organizador del Congreso Internacional de Matemáticos de 2006.
Presidente de la Confederación de Sociedades Científicas Españolas (COSCE) desde junio de 2011 hasta el 27 de marzo de 2015 que seria sucedido por Nazario Martin. Es desde noviembre de 2012 miembro del consejo asesor de Ciencia, Tecnología e Innovación del Ministerio de Economía y Competitividad.

## Contribuciones científicas
Es autor de más de cuarenta trabajos de investigación en revistas de impacto en el campo de Geometría Algebraica y una memoria de investigación de la American Mathematical Society.
Es asimismo defensor de la divulgación científica, campo al que ha contribuido con libros para niños, artículos en prensa escrita y colaboraciones radiofónicas, con una sección dedicada a Universidad y Ciencia en la cadena SER.

## Obras
- Carlos Andradas Heranz (1983). Valoraciones reales en cuerpos reales de funciones. Madrid Ed.Editorial de la Universidad Complutense . Madrid 162p.
- Carlos Andradas Heranz,Jesus M. Ruiz,Ludwig Brocke (1996). Constructible Sets in Real Geometry. Madrid Ed.Springer-Verlag Berlin and Heidelberg GmbH & Co. KG . Berlin. ISBN 3642800262
- Carlos Andradas, Ricardo Peña (2000). La informática a toda mega. Madrid Ed.SM .  125p. ISBN 84-348-7370-2
- Carlos Andradas Heranz  (2002). Lo que usted estudió y nunca debió olvidar de "Matemáticas". Madrid Ed.Acento.  237p. ISBN 84-483-0588-4
- Carlos Andradas Heranz (2005). Póngame un kilo de matemáticas. Madrid Ed. SM. 128p. ISBN 9788434871557